# نودشت
نودشت، روستایی از توابع بخش خور و بیابانک شهرستان نائین در استان اصفهان ایران است.

## جمعیت
این روستا در دهستان بیابانک قرار دارد و براساس سرشماری مرکز آمار ایران در سال ۱۳۸۵، جمعیت آن زیر سه خانوار بوده‌است.